# Ducati 848
Ducati 848 je motocykl kategorie superbike, vyvinutý firmou Ducati, vyráběný od roku 2008. Jeho předchůdcem byl model Ducati 749, nástupcem se stal model Ducati 899. Při představení superbiku Ducati 1098 v roce 2007 bylo jen otázkou času, kdy bude doplněn sesterský model s nižším objemem. V roce 2010 byl představen vylepšený model 848 EVO.
Design je téměř totožný s 1098, má stejnou klínovitou masku, pod předními světlomety otvory pro náporové sání a zpětná zrcátka s integrovanými blinkry. Motocykl díky vidlicovému dvouválci působí štíhlým, sportovním dojmem. Na trubkovém rámu je jednoduchá, ale účelná kapotáž.

## Motor
Pohonnou jednotkou je pro Ducati typický dvouválec s osami válců svírajícími úhel 90 stupňů. Agregát Testastretta Evoluzione s objemem 849 cm³ (vrtání × zdvih je 94 × 61,2 mm) má čtyři ventily na válec s desmodromickým rozvodem. Výfukový systém se splétá do jednoho a následně opět rozděluje na dvojici koncovek pod sedlem.

## Rám
Rám je trubkový, příhradový. Plně nastavitelné odpružení Showa obsahuje přední obrácenou vidlici s průměrem trubek 43 mm, vzadu je jednoramenná kyvná vidlice s centrální tlumící jednotkou. Brzdový systém Brembo s dvojicí velkých kotoučů a radiálními čtyřpístkovými třmeny (Brembo Monobloc) na předním kole, vzadu je jeden kotouč.

## Spojka
Na rozdíl od starších modelů je použita vícelamelová spojka v olejové lázni.

## Technické parametry
- Rám: příhradový z ocelových trubek
- Suchá hmotnost: 168 kg
- Pohotovostní hmotnost: kg
- Maximální rychlost: 256 km/h
- Spotřeba paliva: 6–8 l/100 km